# Plaza Mayor de Zamora

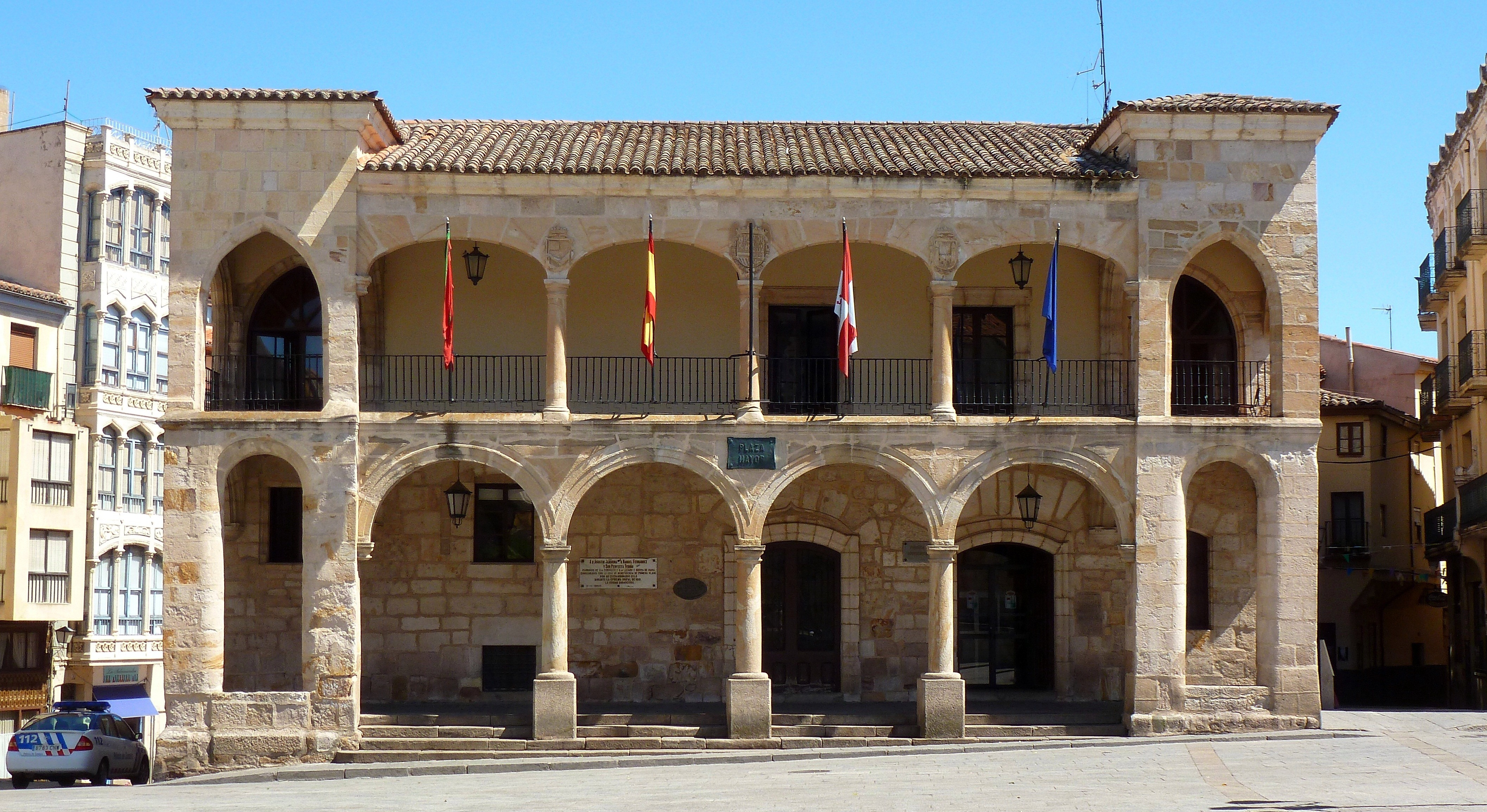
Fachada porticada del Ayuntamiento viejo en el sur de la plaza

La plaza Mayor de Zamora es un espacio de planta rectangular ubicado en la ciudad de Zamora (España). Este espacio se ve ocupado en la actualidad parcialmente en su lado oeste por la iglesia de San Juan de Puerta Nueva. La plaza cambia de nombre en numerosas ocasiones durante el siglo XIX.
Hasta mediados del siglo XX la plaza se encontraba delimitada por las casas adosadas a dicha iglesia, y no fue hasta los años cincuenta, que debido a la restauración de la iglesia, se derribaron los edificios que tenía adosados, produciéndose el ensanche de la plaza al espacio que se conoce en la actualidad. Anteriormente el espacio que había tras la iglesia se denominaba "plazuela de San Miguel", tras el ensanche quedó unificado en el nombre genérico de plaza Mayor gracias a los diseños del arquitecto español José María Aparicio. En el año 2004 se celebra el quinto centenario de la plaza. 
En el suelo enlosado de la plaza se puede distinguir un trazado paralelo a la iglesia de San Juan de Puerta Nueva formado por losas que están colocadas en diferente posición a las demás. Estas fueron colocadas para indicar donde estuvo ubicado el primer recinto amurallado de la ciudad, incluyendo la forma de una semicircunferencia para reseñar donde se encontraba uno de sus cubos defensivos de la muralla zamorana.

## Historia
En la antigüedad aparecían espacios abiertos en torno a las puertas principales de la muralla zamorana. En estos espacios extramuros se organizaban mercados y ferias. La iglesia de San Juan de Puerta Nueva es construida antes de que existiera la plaza como espacio. Las Leyes de Toledo promulgadas de los Reyes Católicos hicieron que se edificaran edificios consistoriales en cada ciudad castellana. A mediados del siglo XVII se construyen soportales en la fachada del edificio. En el año 1484 se comienza la edificación del Ayuntamiento Viejo, el primitivo Concejo promulgó el comienzo de las obras de la plaza por nivelar los taludes y expropiar casas. Ya en el año 1766 se edifica en el lado este la Casa de las Panaderas mientras que en sus soportales se establecen espacios para la venta del pan. A comienzos del siglo XX se construye frente al viejo ayuntamiento el edificio que será el nuevo ayuntamiento. Tras la iglesia de San Juan de Puerta Nueva se encuentra un espacio que se denomina "Plazuela de San Miguel".
A lo largo del siglo XIX la plaza cambia de nombre en diversas ocasiones, por ejemplo en el periodo 1812-1814 se denomina plaza de la Constitución, en 1814-1820 se nombra como plaza del Rey, en 1820-1823 se menciona como plaza de la Constitución, en 1823-1836 como plaza del Rey y en 1836 como plaza de Isabel II. En 1879 se produce un gran incendio en la plaza. Se construye un nuevo edificio que será conocido como el Nuevo Ayuntamiento, en el que se incluyeron espacios de cafetería y juzgados. En la iglesia de San Juan con los años se han ido construyendo adosados diferentes viviendas. Junto al lado oriental de la plaza se construyen en 1912 unas viviendas para Juan Gato, diseñadas por el arquitecto catalán Francisco Ferriol. El arquitecto José María Aparicio propone una nueva ordenación de la plaza. Este plan unifica la denominada "plazuela de San Miguel", tras la iglesia de San Juan, en un único espacio. El derribo de las casas adosadas a la iglesia se produce en los años setenta.

## Características
La plaza ocupa un espacio de planta cuasi-rectangular en el que desembocan nueve calles. Las calles importantes de la ciudad como la calle Balborraz, la calle de Santa Clara finalizan esta plaza, así como la calle de los Herreros. En lado meridional se encuentra el edificio del Ayuntamiento viejo que se construye en tiempos del reinado de los Reyes Católicos.